# Leonida Mastrodicasa
Leonida Mastrodicasa (Ponte Felcino, 23 gennaio 1888 – Treviri, 20 maggio 1942) è stato un anarchico italiano.
È conosciuto anche sotto vari pseudonimi: Numitore, Leo, Felcino, Maniconi.

## Biografia
Figlio dell'anarchico Liborio e di Rosa Santovecchio, Leonida Mastrodicasa inizia sin da piccolo a lavorare come fabbro. A sedici anni si trasferisce a Terni grazie ad un impiego presso le acciaierie, dove entra per la prima volta in contatto con esponenti anarchici locali. Nel 1909 sceglie la diserzione, e si rifugia a Milano; amnistiato nel 1911, diserta ancora una volta in occasione della Guerra italo-turca e si reca a Ginevra.
A Ginevra, Mastrodicasa stringe rapporti con il movimento anarchico che ruota intorno alla figura di Luigi Bertoni, grazie al quale entra a far parte del gruppo di collaboratori della rivista Il Risveglio/Le Révéil, l'organo ufficiale di riferimento del movimento anarchico svizzero. Tuttavia il 21 novembre 1919 viene espulso dalla Svizzera, e costretto a fare ritorno in Italia.
Stabilitosi a Perugia, viene assunto presso la SIAMIC (Società Industrie Aeronautiche Meccaniche Italia Meridionale); in questo periodo viene più volte denunciato a causa della propria attività antifascista. Nel 1922 si trasferisce a Milano: lavora presso l'officina Mattei, poi al TIBB ed infine in una officina dell'anarchico Gaetano Gervasio. A Milano collabora con le riviste anarchiche Umanità Nova e Guerra di Classe.
Nel 1925 è a Genova, dove prende parte al convegno dell'Unione Sindacale Italiana. Nel 1927 viene diffidato, e pertanto decide di espatriare in Francia: prima a Marsiglia, poi nei pressi di Parigi. Mantiene vivo il suo attivismo politico: collabora con la rivista Lotta Umana di Luigi Fabbri, poi a Fede! e successivamente fonda la rivista Lotta anarchica (edita tra il 1929 ed il 1933). Non cessa di scrivere per Il Risveglio/Le Révéil, e scrive anche per Studi Sociali (rivista fondata da Fabbri dopo la sua fuga a Montevideo), e L'Adunata dei Refrattari di New York.
Nel novembre 1933 partecipa a Puteaux alla fondazione della Federazione anarchica dei profughi italiani, gruppo composto da anarchici provenienti dalla Francia, dal Belgio e dalla Svizzera. È inoltre tra i membri del Comitato anarchico d'azione rivoluzionaria, insieme con Camillo Berneri, Carlo Frigerio, Bernardo Cremonini, Umberto Marzocchi e Gusmano Mariani. Riesce più volte ad evitare il rimpatrio in Italia, nonostante svariati decreti di espulsione dalla Francia.
Nel 1936 decide di partire per la Spagna, insieme con la moglie e la figlia, per sostenere la causa antifascista. Scrive da gennaio ad agosto 1937 per Guerra di Classe, e combatte anche la Battaglia del Monte Pelato.
Nel 1937 ritorna in Francia, e partecipa attivamente alla Resistenza francese. Catturato dai tedeschi nel 1941, viene deportato in Germania presso il campo di concentramento di Hinzert, nei pressi di Treviri.
Leonida Mastrodicasa muore presso l'ospedale di Treviri a causa di una tubercolosi il 20 maggio 1942. Viene sepolto nel cimitero della città tedesca.

## Onorificenze
Nel 1968 gli è stata intitolata la via principale di Ponte Felcino, suo paese di nascita.